# Indirizzo
L'indirizzo è la serie di informazioni, presentate in un formato codificato, necessaria per definire la localizzazione di un edificio o di una struttura. 
È generalmente costituito dal nome del destinatario, da quello assegnato all'infrastruttura presso cui sorge l'edificio (via, viale, piazza, corso ecc.) con suo eventuale numero civico, e dal nome della città e della nazione. A queste informazioni solitamente viene aggiunto anche il codice postale che prende nomi diversi a seconda dei paesi: in Italia è conosciuto come CAP, negli USA come ZIP code, in Svizzera come Numero postale di avviamento.

## Composizione dell'indirizzo
Il formato con il quale l'indirizzo viene espresso è nella maggior parte dei casi simile fra le varie nazioni, con le indicazioni fornite su più righe: la prima di esse è riservata al nome del destinatario e l'ultima alla città/nazione. 
Esistono però eccezioni quale può essere quella del Giappone che non assegna nomi alle singole infrastrutture del comune. L'indirizzo in Giappone viene perciò espresso indicando la nazione, la prefettura ed il comune; per designare l'ubicazione di un edificio, vengono utilizzati una serie di numeri. Ogni area del comune è suddivisa in zone. Ad ogni zona è assegnato un numero. Ogni zona viene suddivisa in settori, al quale è assegnato un numero. L'ultimo numero corrisponde al numero civico dell'indirizzo.
Per verificare gli standard di scrittura degli indirizzi nei vari Paesi si può far riferimento a una pagina del sito dell'Unione postale universale.

## In Italia
Secondo lo standard definito dalle poste, un indirizzo in Italia deve essere composto da un minimo di tre a un massimo di cinque righe. Va preferito l'uso dei soli caratteri maiuscoli e non dovrebbero essere utilizzati segni di interpunzione; in particolare non va usata la virgola o l'abbreviazione N. prima del numero civico, o le parentesi attorno alla provincia. Fa eccezione la barra usata per separare il numero civico dall'eventuale esponente, come in via Verdi 10/B.
Per i soli invii all'estero va usata una riga aggiuntiva con il solo nome dello stato estero, per cui le righe possono essere fino a sei. Il nome dello stato va scritto preferibilmente nella lingua del paese da cui si invia il messaggio o in una lingua ampiamente diffusa. Per esempio per inviare una lettera in Germania dall'Italia andrebbe preferita la scrittura GERMANIA o GERMANY o ancora ALLEMAGNE, visto che il francese è la lingua ufficiale dell'Unione postale universale, mentre per il contrario andrebbe usato ITALIEN, ITALY o ITALIE.
| Formato | Esempio minimo                                   | Esempio esteso |
| --- | ------------------------------------------------ | --- |
| Destinatario: nome e cognome o denominazione dell'azienda Facoltativo - Informazioni aggiuntive sul destinatario Facoltativo - Edificio: numero dell'edificio, piano, numero dell'appartamento Indirizzo: nome via e numero civico (via/viale/corso/piazza...) oppure CASELLA POSTALE CAP Città Sigla della provincia Nome dello Stato estero | MARIO ROSSI VIA GIUSEPPE VERDI 10 20900 MONZA MB | DOTT. PAOLO VERDI DITTA FLEX S.R.L. SCALA A INTERNO 4 VIA GIOACCHINO ROSSINI 40 oppure CASELLA POSTALE 1234 84011 AMALFI SA |